# Filialkirche Landegg

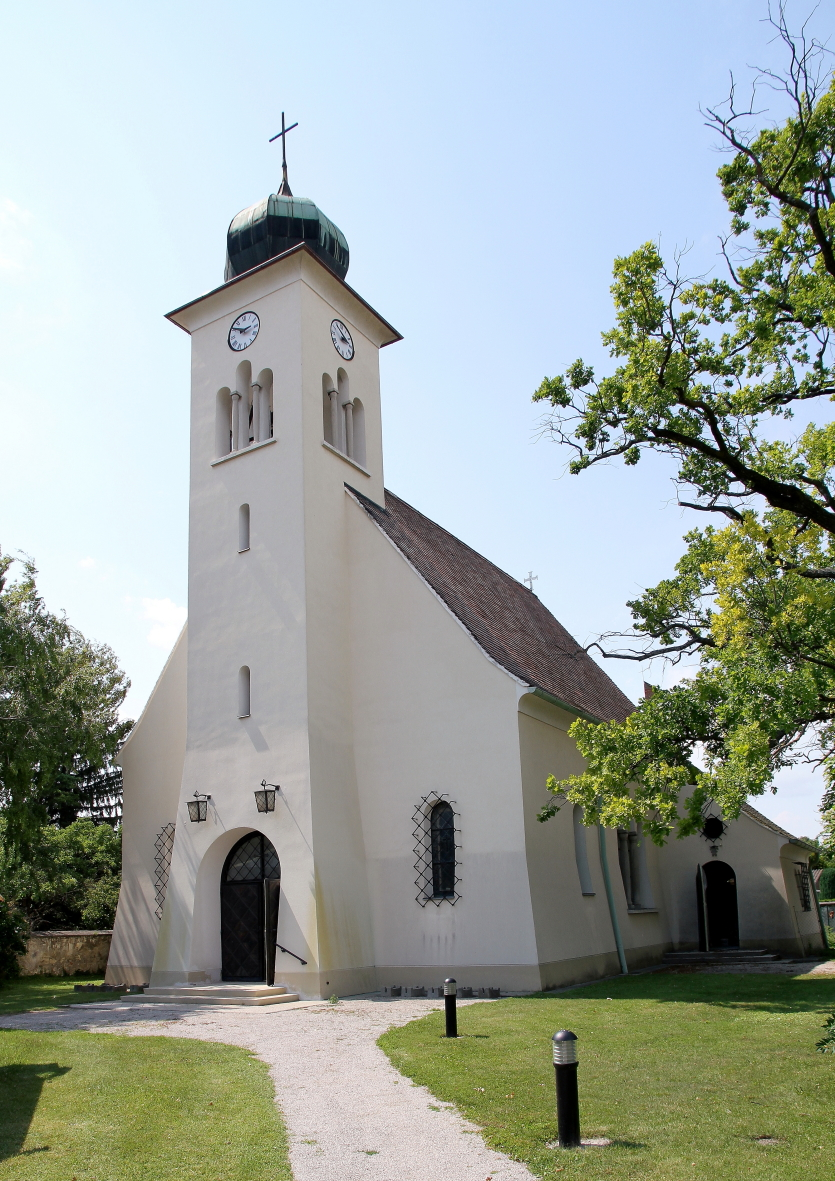
Filialkirche Landegg

Die  Filialkirche Landegg steht zurückgesetzt an der Badener Straße im Ort Landegg in der Marktgemeinde Pottendorf im Bezirk Baden in Niederösterreich. Die auf die Kreuzerhöhung geweihte römisch-katholische Filialkirche der Pfarrkirche Pottendorf gehört zum Dekanat Weigelsdorf in der Erzdiözese Wien. Die Kirche und die Friedhofsmauer stehen unter Denkmalschutz (Listeneintrag).

## Geschichte
Urkundlich wurde 1650 eine Kirche gestiftet. Die Kirche wurde 1683 im Türkenkrieg zerstört, wieder aufgebaut, und 1693 geweiht. Im Zweiten Weltkrieg erlitt die Kirche 1944 Bombentreffer. Von 1948 bis 1950 wurde nach Plänen des Architekten Johann Zahlbruckner eine neue Kirche erbaut. Die Kirche wurde 1998 außen restauriert.

## Architektur
Die Kirche ist eine Saalkirche im Heimatschutzstil. An das Langhaus mit Rundbogenfenstern unter einem Satteldach schließt eine eingezogene niedrige Rundapsis an. Der halb eingestellte Ostturm hat im Glockengeschoß dreiteilige Rundbogenöffnungen mit Betonsäulchen und trägt einen Zwiebelhelm. Nordseitig steht ein Sakristeianbau unter einem Pultdach.
Innen zeigt sich ein Saalraum mit einer Flachdecke mit sichtbaren Holzträgern, die hölzerne Ostempore steht auf Holzpfeilern. Der halbrunde Chor hat eine Flachdecke. Die Glasmalerei in der Apsis mit den Darstellungen Kreuzabnahme, Grablegung, Auferstehung schuf Florian Jakowitsch (1958).

## Ausstattung
Das Kruzifix schuf 1953 der Bildhauer Gustav Strasser, von 1970 bis 1973 schuf er die Kreuzwegreliefs. Die Statuen Maria und Bischof sind aus der Bauzeit. Die Statuette Antonius von Padua entstand um 1900.